# Терещенко Володимир Олексійович
Терещенко Володимир Олексійович, народився 25 травня 1976 року в місті Суми. Громадянин України, безпартійний. Кандидат юридичних наук, адвокат, офіцер запасу.

## Освіта
- 1993 рік – 1997 рік – навчався в Військовому інституті артилерії при Сумському державному університеті, одержав диплом бакалавра з професійним спрямуванням інженера-механіка, та диплом спеціаліста за спеціальністю «Бойове застосування підрозділів наземної артилерії», присвоєно кваліфікацію «Офіцер військового управління тактичного рівня».
- 1998 рік - 2001 рік – навчався в Міжрегіональній Академії управління персоналом, одержав диплом спеціаліста за спеціальністю «Правознавство», присвоєно кваліфікацію «Юрист».
- 2004 рік - 2007 рік – навчався в Харківському регіональному інституті державного управління Національної академії державного управління при Президентові України, одержав диплом магістра за спеціальністю «Державне управління», присвоєно кваліфікацію «Магістр державного управління».
- В 2011 році присуджено науковий ступінь кандидата юридичних наук за спеціальністю «Трудове право, право соціального забезпечення».

## Трудова діяльність
- 1997 рік -2001 рік - проходження військової служби на посаді командира взводу в військовій частині А-0975 в смт. Перечин Закарпатської області. У 2001 році був звільнений в запас з посади командира батареї.
- З квітня по жовтень 2001 року - юрист в ПВБФ «Інтербудсервіс».
- З жовтня по січень 2003 року - юрисконсульт в ТОВ «Фінансова компанія «Новий світ».
- З лютого 2003 року по жовтень 2003 року - директор ТОВ «Енерго-Альянс».
- З жовтня 2003 року по серпень 2005 року - директор ТОВ «ЮК «Капітал Правес».
- З серпня 2005 року по липень 2006 року - директор ТОВ «КУА «Інвестиційний Альянс».
- З серпня 2005 року по квітень 2013 року – директор ТОВ «Юридичне об’єднання «Капітал Правіс».
- З квітня 2013 року до теперішнього часу – заступник Генерального директора Державного підприємства «Національна кінематека України».

## Сімейний стан
-

## Передвиборча кампанія

### Міська влада
Міська влада — інструмент в руках кожного сумчанина!
- Сприяння впровадженню ініціатив Громадського контролю з ефективного управління містом.
- Створення інтерактивної електронної карти проблем міста.
- Реформування ЖКГ та ефективне управління комунальним майном міста.
- Прозорість та контроль за використанням бюджетних коштів.
- Безпосередня участь молоді у розбудові міста.

### Міський голова
Міський голова — керівник команди професіоналів!
- Інвестиційна привабливість міста та створення нових робочих місць.
- Розроблення системи «соціальних пакетів» для сумчан.
- Відродження комунального міського транспорту.
- Сприяння використанню сучасних технологій в освітньому процесі.

### Ефективне управління
Ефективне управління — краще життя!
- Сучасні технології на захисті безпеки життя сумчан.
- Забезпечення ефективної роботи муніципальної міліції.
- Відродження мережі комунальних аптек.
- Комплектація закладів охорони здоров'я сучасною матеріально-технічною базою.
- Створення програми взаємного інвестування.
- Збереження зелених зон та забезпечення екологічної безпеки життя у місті.
- Велосипед — зручний та екологічний транспорт для міста.
- Здорова нація: від дитячого садочку до олімпійського професійного спорту.
- Міський палац культури, як інструмент діалогу творчих особистостей та мешканців міста.
- Створення інформаційно-довідкового центру міста.